# سمیونوفسکویه (باشقیرستان)
سمیونوفسکویه (به لاتین: Semyonovskoye) یک منطقهٔ مسکونی در روسیه است که در باشقیرستان واقع شده‌است.